# Anatol Vieru
Anatol Vieru   (Iași, 8 de juny de 1926 - Bucarest, 8 d'octubre de 1998) fou un compositor, teòric i educador romanès. Les seves obres s'han representat arreu del món en importants festivals internacionals de música contemporània.

## Biografia
Vieru va estudiar del 1946 al 1951 al Conservatori de Bucarest amb Leon Klepper, Paul Constantinescu i Constantin Silvestri, entre d'altres, i del 1951 al 1958 al Conservatori de Moscou, especialment amb Khaxaturian. A Moscou és company d'estudis d'Edisson Deníssov, Andrei Volkonski, Alfred Schnittke, Sofia Gubaidúlina i Tiberiu Olah.
De 1947 a 1950, Vieru també va treballar com a director a l'"Opera Nationala București". El seu debut públic com a compositor marca la Suita în stil vechi (Suite in the Old Style, 1945); Entre altres coses, segueixen el concert de flauta (1954-1955), els dos primers quartets de corda (1955 i 1956) i l'oratori Mioriţa (1957). El 1962 es va donar a conèixer a Occident quan va rebre l'important "Prix international de composition musicale Reine Marie-José" a Ginebra pel seu concert per a violoncel compost el mateix any. La seva composició per a quartet de corda i percussionista Trepte ale tacerii (Pasos de silenci, 1966) és un encàrrec de la Fundació Koussevitzky. Participa als Cursos d'Estiu de Darmstadt i la seva composició orquestral Sonnenuhr (Clepsidra I) s'estrena al "Donaueschinger Musiktage" el 1969.
El mateix any segueix una de les seves obres de música de cambra més importants, Sita lui Eratostene (anomenada així pel sedàs d'Eratòstenes) per a clarinet, violí, viola, violoncel i piano. Aquí ja estan sorgint principis que determinaran el seu futur treball: per al seu sistema neomodal, va assimilar suggeriments de compositors tan diversos com Bartók, Enescu, Webern, Messiaen i Xostakóvitx. Des de finals de la dècada de 1950 es va ocupar de la teoria intuïtiva de conjunts, i a la dècada de 1960 es va adonar que l'oïda musical normal també percep les escales com a conjunts en el sentit matemàtic de la paraula. Com a resultat, Vieru no practica el serialisme, sinó que utilitza operacions matemàtiques per determinar els modes dels quals deriva els paràmetres musicals. Modifica aquest procediment de diverses formes –anomenat clepsidra (rellotge de sol), site (tamís), écran (paraigua), etc.– per no reduir-lo a una manera uniforme que determini el que vol dir, el que escriu Vieru. Conegut pel seu inconformisme, Vieru va declarar que el seu principal objectiu era un art de viure basat en motius interiors.
El 1973, quan una beca del Servei d'Intercanvi Acadèmic alemany li va permetre passar un any al Berlín Occidental, va compondre la seva segona simfonia. De tornada a Bucarest, va escriure dues òperes: Iona basada en el drama homònim de Marin Sorescu i basada en dibuixos de M. C. Escher (1972–1975, estrena a Bucarest 1976) i Praznicul calicilor (La festa dels coixuts) basada en la comèdia homònima de Mihail Sorbul (1978–1980, estrena a Berlín 1990). La seva tràgica Tercera Simfonia La un cutremur (D'un terratrèmol) va ser escrita el 1977-1978 en resposta al terratrèmol de Vrancea de 1977.
Paral·lelament a la seva tasca compositiva, Vieru va treballar intensament fins al final de la seva vida: des de 1955 és professor d'orquestració i composició al Conservatori de Bucarest. El 1978 es va doctorar en musicologia amb Sigismund Toduță al Conservatori de Cluj amb l'obra De la moduri, spre un model al gândirii muzicale intervalice (De les modalitats a un model per al pensament musical intervàl·lic). Aquest treball va donar lloc al tractat Cartea modurilor (El llibre dels modes), que es va publicar dos anys més tard i ampliat en la seva versió anglesa a partir de 1993 per una segona part (El llibre dels modes). Vieru observa semblances entre les seves pròpies idees sobre l'aplicació compositiva de les operacions matemàtiques i les dels compositors i musicòlegs nord-americans. Publica estudis i imparteix conferències a Darmstadt, Jerusalem, i a universitats dels EUA i Canadà. En fer-ho, comenta les seves pròpies obres i processos compositius, així com la postmodernitat musical en general, que considera menys una tendència o escola de moda que una situació històrica en què conviuen tècniques modals, tonals i serials. Aquesta situació requereix l'abandonament de tendències exclusivistes i un esforç per integrar processos compositius tan diferents. Les contribucions a la teoria musical de Vieru es recullen en els dos volums Cuvinte despre sunete (Paraules sobre tons, 1994) i Ordinea în Turnul Babel (Ordre a la Torre de Babel, 2001).

## Premis
Entre els premis més importants que Vieru va rebre al llarg de la seva vida, a més dels ja esmentats (el Prix international de composition musicale Reine Marie-José 1962 i l'encàrrec de composició de la Fundació Koussevitzky 1966) es troben el Premiul de compoziție George Enescu. (1946), el Premi Herder (1986) i el Marele Premiu al Uniunii Compozitorilor și Muzicologilor din România (1996).

## Alumnes més coneguts
- Mihai Moldovan (1937–1981), compositor romanès
- Petru Stoianov (nascut el 1939), compositor i musicòleg romanès
- Octavian Nemescu (1940–2020), compositor romanès
- George Balint (1961–2019), compositor romanès.